# Parc de la plage de Kristineberg
Le parc de la plage de Kristineberg (en suédois : Kristinebergs strandpark) est un parc public à Kristineberg à Stockholm en Suède,. 

## Description
Le parc de la plage de Kristineberg est situé à Kristineberg, à l'ouest de Kungsholmen.
Il fait partie du projet de développement urbain Lindhagen. 
Le parc a été achevé en 2010 et relie la rive d'Ulvsundasjön à celle de Riddarfjärden via Fredhällsparken et Rålambshovsparken et l'avenue Lindhagensgatan. 
Le Hornsbergs strandpark lui est relié au nord.
Le parc de plage de Kristineberg se compose de quatre parties aux caractères et fonctions différents.
Le parc du quartier comprend le château de Kristineberg (sv) et le parc du château de Kristineberg, le terrain de sport de Kristineberg, le parc de la plage de Kristineberg avec une aire de jeux dotée de personnel et la nouvelle promenade du quai de Kristineberg le long du lac Ulvsunda.

## Galerie

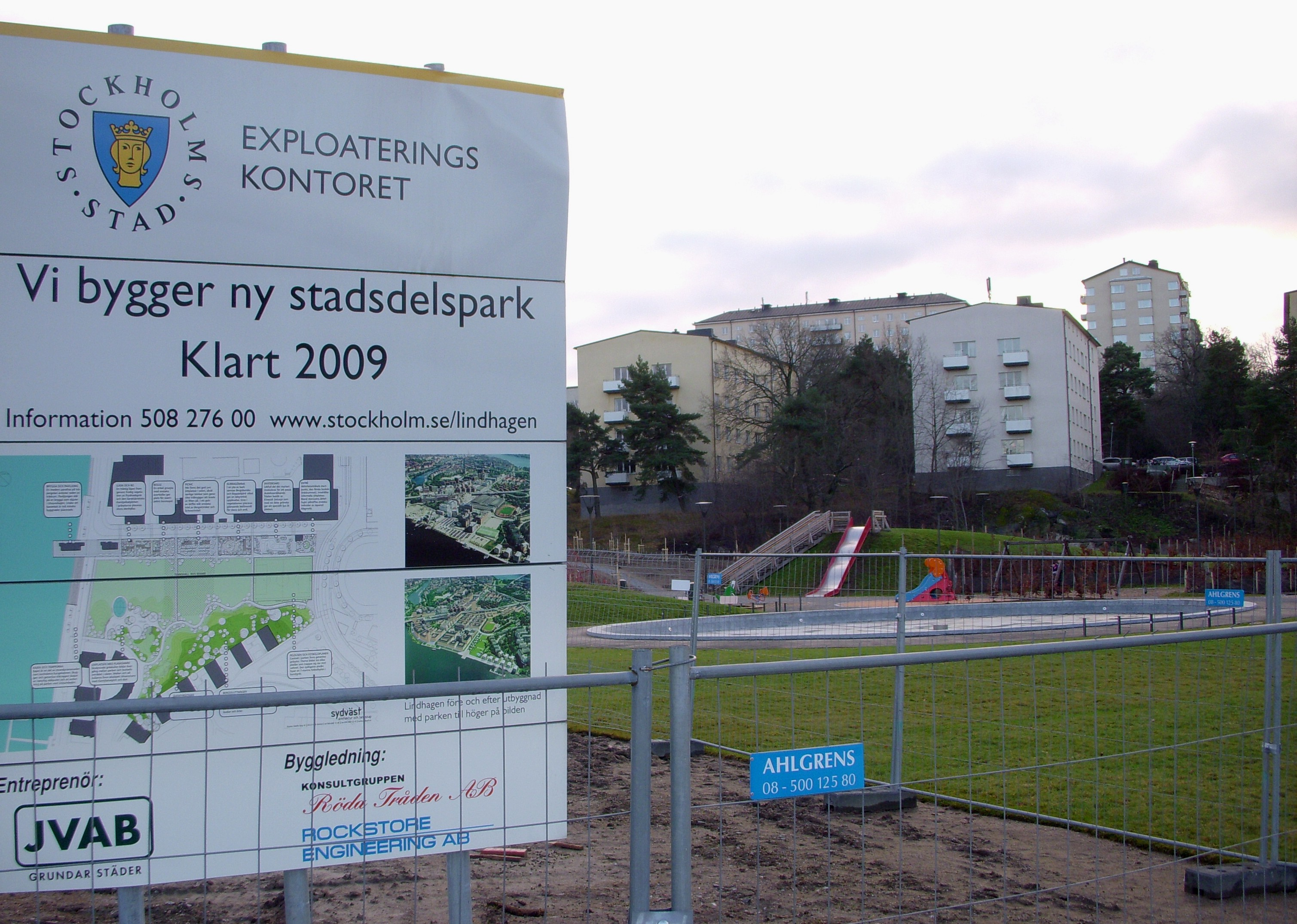
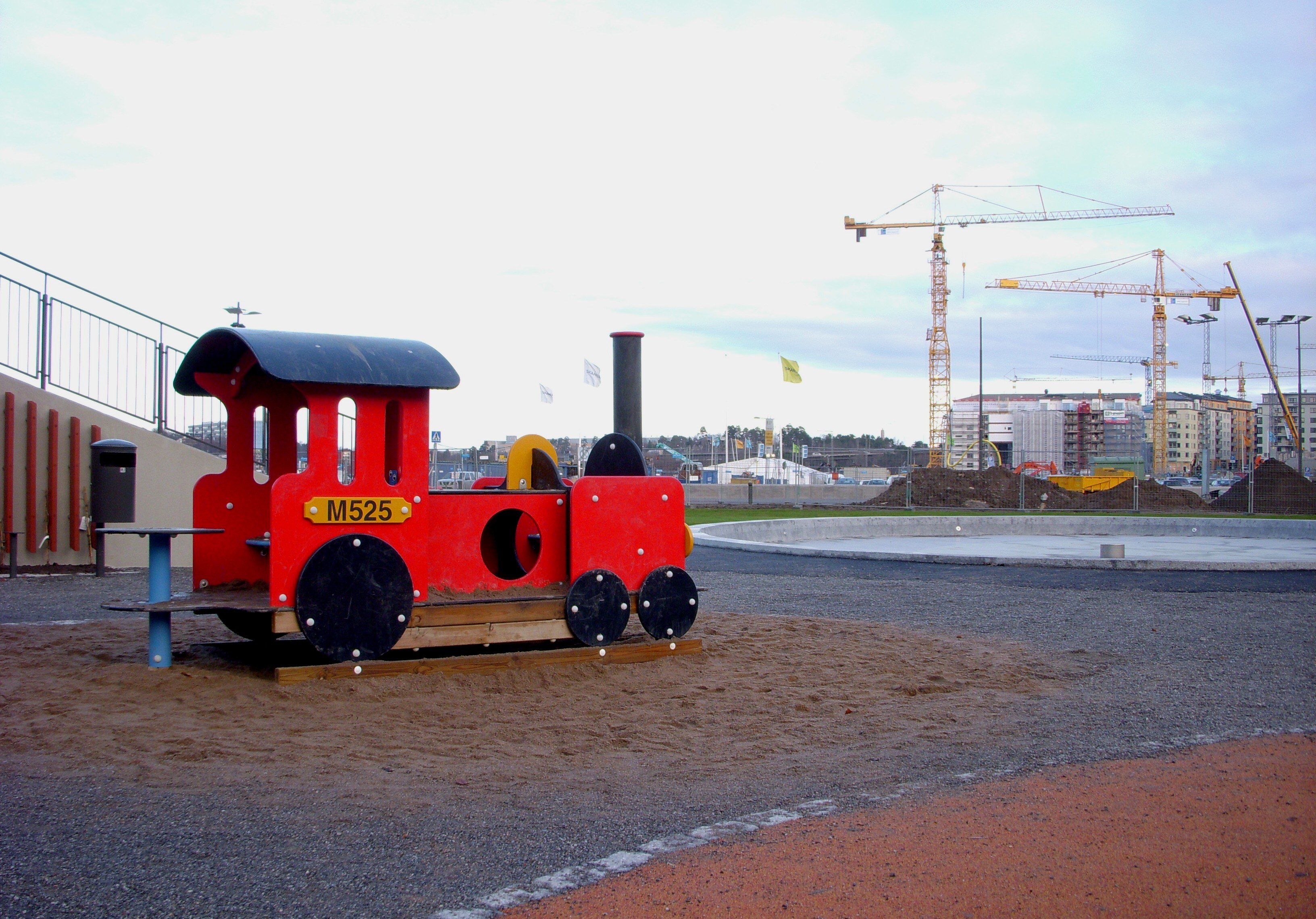
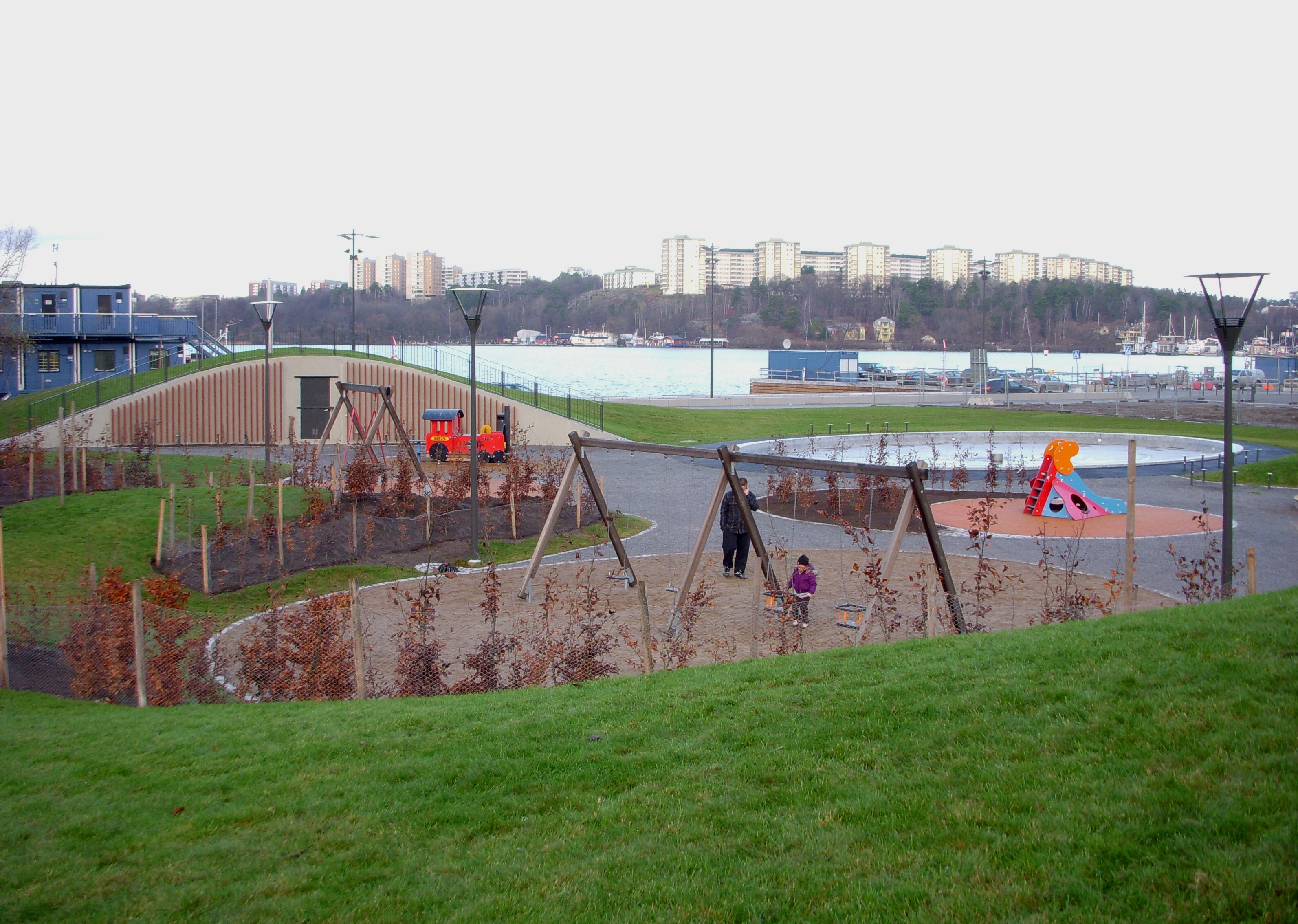
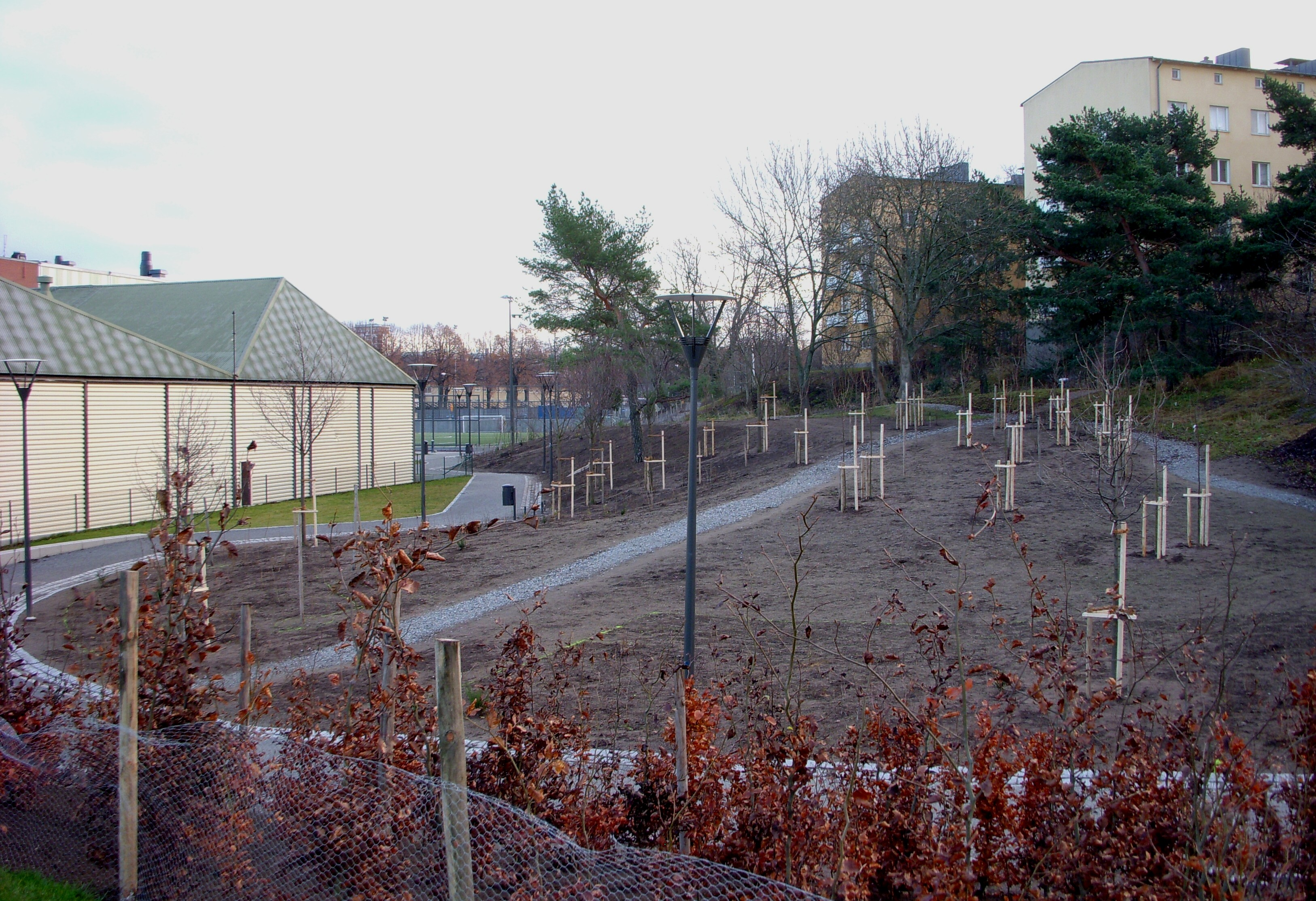

## Histoire
Le client, l'Exploateringskontoret de la ville de Stockholm, a annoncé un concours de conception en 2004 et la proposition gagnante Allram de Sydväst architecture and Landscape a constitué la base d'une planification, d'une conception et d'une mise en œuvre détaillées. 
Le projet a été conçu comme une promenade reliant plusieurs parcs entre eux et desserrant les bâtiments. 
Cela renvoie à une longue tradition de parcs à Stockholm, développée par le jardinier de la ville Holger Blom dans les années 1940 et 1950 et connue sous le nom de style de Stockholm.
Le parc de plage de Kristineberg est devenu un lieu de sport, de jeu et de bronzage et constitue la ressource récréative du nouveau quartier densément bâti.